# 小行星2508
小行星2508（2508 Alupka）是一颗绕太阳运转的小行星，为主小行星带小行星。该小行星于1977年3月13日发现。
該小行星以克里米亞共和國的城市阿盧普卡命名。

## 轨道参数
小行星2508的轨道半长轴为2.3683607 UA，离心率为0.127。
| 前一小行星： 小行星2507 | 小行星列表 | 後一小行星： 小行星2509 |